# Lake Louise (Neuseeland)
Der Lake Louise ist ein Gebirgssee im Southland District der Region Southland auf der Südinsel von Neuseeland.

## Namensherkunft
Der See wurde 1897 von E. H. Wilmot nach der ältesten Tochter des damaligen Prince of Wales, Eduard VIII., benannt.

## Geographie
Der Lake Louise befindet sich auf einer Höhe von 594 m rund 1,8 km westlich der Matterhorn Mountains und rund 6 km südöstlich des Hall Arm des Doubtful Sound/Patea. Eingebettet von bis zu 1538 m hohen Bergen erstreckt sich der See über eine Länge von rund 900 m in Ost-West-Richtung und misst an seiner breitesten Stelle rund 300 m in Nord-Süd-Richtung. Die Seefläche umfasst rund 19,6 Hektar und der Seeumfang rund 2,5 km.
Gespeist wird der See durch einige Gebirgsbäche und entwässert an seinem östlichen Ende in einen unbenannten Bach mit zwei kleinen unbenannten nachfolgenden Seen, denen der Lake Colwell folgt. Weiter nördlich mündet der Stream des Lake Colwell dann in den Lyvia River, der seinerseits seine Wässer dem Deep Cove des Doubtful Sound/Patea zuträgt.